# Европско првенство у фудбалу 2020 — група Ц
Група Ц на Европском првенству 2020. одржана је од 13. до 21. јуна 2021, на стадиону Јохан Кројф арена у Амстердаму и на Националном стадиону у Букурешту. У групи су играле Холандија, Украјина, Аустрија и Сјеверна Македонија. Двије првопласиране репрезентације пласирале су се међу најбољих 16, док су у елиминациону фазу прошле и четири најбоље трећепласиране репрезентације од укупно шест.
Побједник групе Ц у осмини финала играо је против трећепласираног из групе Д, Е или Ф. Другопласирани из групе Ц у осмини финала играо је против побједника групе А, док је трећепласирани из групе Ц могао у осмини финала да игра против побједника група Е и Ф.
Холандија је завршила на првом мјесту, са све три побједе и девет бодова, док је Аустрија завршила на другом мјесту, са шест бодова. Украјина је завршила на трећем мјесту са три бода и пласирала се у елиминациону фазу као једна од најбољих трећепласираних репрезентација, а Сјеверна Македонија је завршила на последњем мјесту, без иједног бода.

## Тимови
| Позиција на жријебу | Тим                 | Шешир | Начин Квалификовања      | Датум Квалификовања | Укупно наступа | Последњи наступ | Најбољи резултат         | Квалификациони ренкинг Новембар 2019. | ФИФА ренкинг Јун 2021. | ФИФА ренкинг Јун 2021. |                          |                    |     |      |                  |    |  |
| ------------------- | ------------------- | ----- | ------------------------ | ------------------- | -------------- | --------------- | ------------------------ | ------------------------------------- | ---------------------- | ---------------------- | ------------------------ | ------------------ | --- | ---- | ---------------- | -- |  |
| Позиција на жријебу | Тим                 | Шешир | Начин Квалификовања      | Датум Квалификовања | Укупно наступа | Последњи наступ | Најбољи резултат         | Ц1                                    | Холандија (домаћин)    | 2                      | Другопласирани у Групи Ц | 16. новембар 2019. | 10. | 2012 | Побједник (1988) | 11 |  |
| Ц2                  | Украјина            | 1     | Побједник Групе Б        | 14. октобар 2019.   | 3.             | 2016            | Групна фаза (2012, 2016) | 6                                     |                        |                        |                          |                    |     |      |                  |    |  |
| Ц3                  | Аустрија            | 3     | Другопласирани у Групи Г | 16. новембар 2019.  | 3.             | 2016            | Групна фаза (2008, 2016) | 16                                    |                        |                        |                          |                    |     |      |                  |    |  |
| Ц4                  | Сјеверна Македонија | 4     | Побједник плеј-офа Пут Д | 12. новембар 2020.  | 1.             | —               | Дебитант                 | 30                                    |                        |                        |                          |                    |     |      |                  |    |  |

## Резултати

### Прво коло

#### Аустрија — Сјеверна Македонија
| Аустрија                                     | 3 : 1     | Сјеверна Македонија |
| -------------------------------------------- | --------- | ------------------- |
| - Лајнер 18’ - Грегорич 78’ - Арнаутовић 89’ | Извјештај | - Пандев 28’        |

| Аустрија | Сјеверна Македонија |

| Г           | 13 | Данијел Бахман         |     |       |
| О           | 21 | Штефан Лајнер          | 85’ |       |
| О           | 3  | Александар Драговић    |     | 46’   |
| О           | 4  | Мартин Хинтерегер      |     |       |
| О           | 2  | Андреас Улмер          |     |       |
| С           | 19 | Кристоф Баумгартнер    |     | 58’   |
| С           | 24 | Конрад Лајмер          |     | 90+3’ |
| С           | 23 | Ксавер Шлагер          |     | 90+4’ |
| С           | 8  | Давид Алаба (к.)       |     |       |
| С           | 9  | Марсел Забицер         |     |       |
| Н           | 25 | Саша Калајџић          |     | 59’   |
| Измјене:    |    |                        |     |       |
| О           | 15 | Филип Линхарт          |     | 46’   |
| Н           | 11 | Михаел Грегорич        |     | 58’   |
| Н           | 7  | Марко Арнаутовић       |     | 59’   |
| С           | 14 | Јулијан Баумгартлингер |     | 90+3’ |
| С           | 6  | Штефан Илзанкер        |     | 90+4’ |
| Селектор:   |    |                        |     |       |
| Франко Фода |    |                        |     |       |

| Г               | 1  | Столе Димитриевски    |     |     |
| О               | 13 | Стефан Ристовски      |     |     |
| О               | 14 | Дарко Велковски       |     |     |
| О               | 6  | Висар Муслиу          |     | 86’ |
| О               | 16 | Бобан Николов         |     | 63’ |
| О               | 8  | Езџан Алиоски         | 52’ |     |
| С               | 17 | Енис Барди            |     | 82’ |
| С               | 5  | Аријан Адеми          |     |     |
| С               | 21 | Елиф Елмас            |     |     |
| Н               | 10 | Горан Пандев (к.)     |     |     |
| Н               | 9  | Александар Трајковски | 42’ | 63’ |
| Измјене:        |    |                       |     |     |
| О               | 2  | Егзон Бејтулаи        |     | 63’ |
| С               | 15 | Тихомир Костадинов    |     | 63’ |
| Н               | 7  | Иван Тричковски       |     | 82’ |
| С               | 26 | Милан Ристовски       |     | 86’ |
| Селектор:       |    |                       |     |     |
| Игор Ангеловски |    |                       |     |     |

| Играч утакмице: Давид Алаба Помоћне судије: Мехмет Кулум Стефан Халберг Четврти судија: Сергеј Карасев Резервни помоћни судија: Игор Демешко Главни судија за ВАР-ом: Бастијан Данкерт Помоћне судије за ВАР-ом: Крис Кавана Бенжамен Паже Жером Бризар |

#### Холандија—Украјина
| Холандија                                    | 3 : 2     | Украјина                        |
| -------------------------------------------- | --------- | ------------------------------- |
| - Вајналдум 52’ - Вегхорст 58’ - Думфрис 85’ | Извјештај | - Јармоленко 75’ - Јаремчук 79’ |

| Холандија | Украјина |

| Г            | 1  | Мартен Стекеленбург     |  |       |
| О            | 25 | Јурин Тимбер            |  | 88’   |
| О            | 6  | Стефан де Врај          |  |       |
| О            | 17 | Дејли Блинд             |  | 64’   |
| О            | 22 | Дензел Думфрис          |  |       |
| О            | 12 | Патрик ван Анхолт       |  | 64’   |
| С            | 15 | Мартен де Рон           |  |       |
| С            | 8  | Џорџинио Вајналдум (к.) |  |       |
| С            | 21 | Френки де Јонг          |  |       |
| Н            | 19 | Ваут Вегхорст           |  | 88’   |
| Н            | 10 | Мемфис Депај            |  | 90+1’ |
| Измјене:     |    |                         |  |       |
| О            | 4  | Натан Аке               |  | 64’   |
| О            | 5  | Овен Вајндал            |  | 64’   |
| Н            | 9  | Лук де Јонг             |  | 88’   |
| О            | 2  | Јоел Велтман            |  | 88’   |
| Н            | 18 | Донијел Мален           |  | 90+1’ |
| Селектор:    |    |                         |  |       |
| Франк де Бур |    |                         |  |       |

| Г               | 1  | Георгиј Бушчан         |       |     |     |
| О               | 21 | Олександр Каравајев    |       |     |     |
| О               | 13 | Иља Забарниј           |       |     |     |
| О               | 22 | Микола Матвијенко      |       |     |     |
| О               | 16 | Виталиј Миколенко      |       |     |     |
| С               | 17 | Олександр Зинченко     |       |     |     |
| С               | 5  | Сергиј Сидорчук        | 90+3’ |     |     |
| С               | 8  | Руслан Малиновскиј     |       |     |     |
| С               | 7  | Андриј Јармоленко (к.) |       |     |     |
| С               | 20 | Олександр Зубков       |       | 13’ |     |
| Н               | 9  | Роман Јаремчук         |       |     |     |
| Измјене:        |    |                        |       |     |     |
| С               | 11 | Марлос                 |       | 13’ | 64’ |
| С               | 10 | Микола Шапаренко       |       |     | 64’ |
| Селектор:       |    |                        |       |     |     |
| Андриј Шевченко |    |                        |       |     |     |

| Играч утакмице: Дензел Думфрис Помоћне судије: Марк Борш Штефан Луп Четврти судија: Бартош Франковски Резервни помоћни судија: Марћин Боњек Главни судија за ВАР-ом: Марко Фриц Помоћне судије за ВАР-ом: Кристијан Дингерт Ли Бетс Стјуарт Атвел |

### Друго коло

#### Украјина — Сјеверна Македонија
| Украјина | 2 : 1     | Сјеверна Македонија |
| -------- | --------- | ------------------- |
|          | Извјештај |                     |

| Украјина | Северна Македонија |

#### Холандија—Аустрија
| Холандија | 2 : 0     | Аустрија |
| --------- | --------- | -------- |
|           | Извјештај |          |

| Холандија | Аустрија |

### Треће коло

#### Сјеверна Македонија — Холандија
| Северна Македонија | 0 : 3     | Холандија |
| ------------------ | --------- | --------- |
|                    | Извјештај |           |

| Северна Македонија | Холандија |

#### Украјина—Аустрија
| Украјина | 0 : 1     | Аустрија |
| -------- | --------- | -------- |
|          | Извјештај |          |

| Украјина | Аустрија |

## Табела и статистика
| Мјесто | Екипа               | Играно | Победа | Неријешено | Пораза | Дао гол. | При. гол. | Гол-разлика | Бодови |
| ------ | ------------------- | ------ | ------ | ---------- | ------ | -------- | --------- | ----------- | ------ |
| 1.     | Холандија           | 3      | 3      | 0          | 0      | 3        | 1         | +2          | 9      |
| 2.     | Аустрија            | 3      | 2      | 0          | 1      | 4        | 3         | +1          | 6      |
| 3.     | Украјина            | 3      | 1      | 0          | 2      | 4        | 5         | −1          | 3      |
| 4.     | Сјеверна Македонија | 3      | 0      | 0          | 3      | 2        | 8         | −6          | 0      |